# San Juan Totolac
San Juan Totolac es una localidad del estado mexicano de Tlaxcala. Es cabecera del municipio de Totolac.

## Demografía
| Censo | Población |
| ----- | --------- |
| 1900  | 975       |
| 1910  | 992       |
| 1921  | 1 055     |
| 1930  | 1 253     |
| 1940  | 1 154     |
| 1950  | 1 542     |
| 1960  | 2 034     |
| 1970  | 2 745     |
| 1980  | 4 033     |
| 1990  | 7 235     |
| 1995  | 8 010     |
| 2000  | 5 322     |
| 2005  | 6 523     |
| 2010  | 6 989     |
| 2020  | 7 584     |